# George Arnold Escher
Pour les articles homonymes, voir Escher.
George Arnold Escher (10 mai 1843 – 14 juin 1939) est un ingénieur civil néerlandais qui fut conseiller étranger au Japon pendant l'ère Meiji.
Il est le père de l'artiste Maurits Cornelis Escher et du géologue Berend George Escher.

## Biographie
Escher est engagé par le gouvernement de Meiji et devient conseiller étranger de septembre 1873 à juillet 1878, avec deux autres ingénieurs civils néerlandais, Johannis de Rijke et Cornelis Johannes van Doorn. Durant son séjour au Japon, il supervise la restauration du fleuve Yodo et la construction d'un port à Mikuni dans la préfecture de Fukui.
À son retour aux Pays-Bas, il travaille à Maastricht. À la même époque, il rapporte dans son journal personnel la difficulté pour un protestant de trouver une épouse dans la ville catholique de Maastricht qui satisferait son équation v = 1/2m + 10, où v correspond à l'âge de la femme, et m à celui du mari. En 1882, Escher épouse Charlotte Marie Hartitzsch, avec qui il a deux fils. Il devient veuf en 1885, et épouse en secondes noces Sara Gleichman en 1895, qui lui donne trois fils de plus. Escher travaille ensuite comme ingénieur hydraulique à Leeuwarden. En 1903, il déménage à Arnhem avec sa famille.